# Missões diplomáticas do Panamá

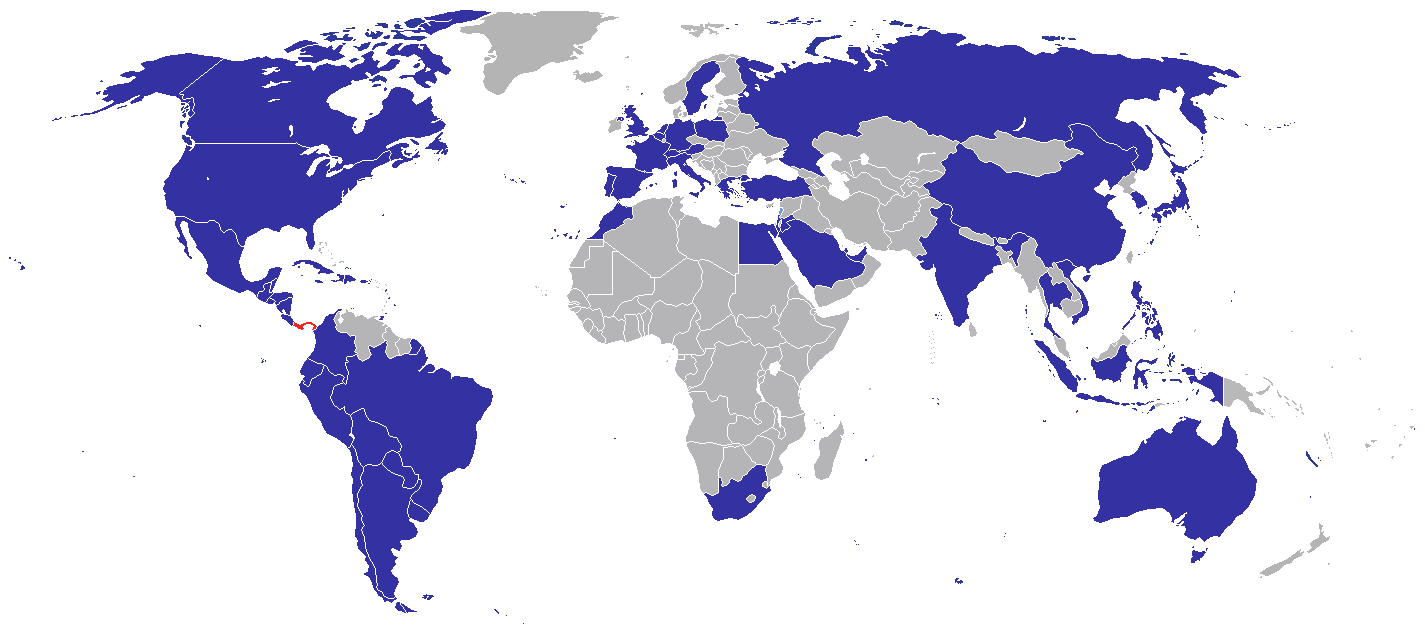
Mapa de missões diplomáticas do Panamá

Abaixo se encontra as embaixadas e consulados do Panamá:

## África
- África do Sul
  - Pretória (Embaixada)
- Egito
  - Cairo (Embaixada)

## América

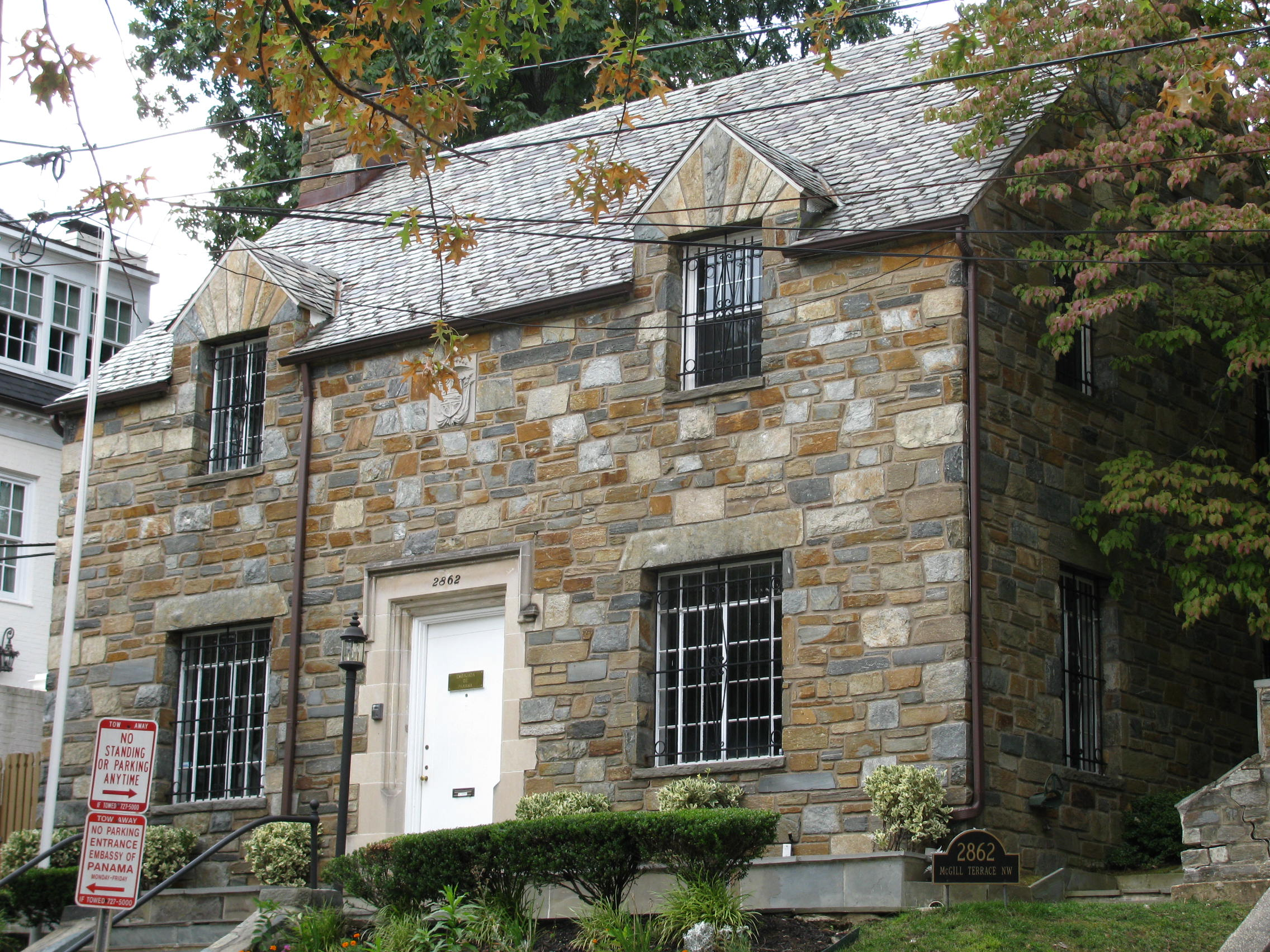
Embaixada do Panamá em Washington, DC

- Argentina
  - Buenos Aires (Embaixada)
- Belize
  - Cidade de Belize (Embaixada)
- Bolívia
  - La Paz (Embaixada)
- Brasil
  - Brasília (Embaixada)
  - Rio de Janeiro (Consulado-Geral)
  - Santos (Consulado-Geral)
- Canadá
  - Ottawa (Embaixada)
  - Montreal (Consulado-Geral)
  - Toronto (Consulado-Geral)
  - Vancouver (Consulado-Geral)
- Chile
  - Santiago de Chile (Embaixada)
  - Valparaíso (Consulado-Geral)
- Colômbia
  - Bogotá (Embaixada)
  - Barranquilla (Consulado-Geral)
- Costa Rica
  - San José (Embaixada)
- Cuba
  - Havana (Embaixada)
- El Salvador
  - San Salvador (Embaixada)
- Equador
  - Quito (Embaixada)
  - Guayaquil (Consulado-Geral)
- Estados Unidos
  - Washington, DC (Embaixada)
  - Filadélfia (Consulado-Geral)
  - Houston (Consulado-Geral)
  - Miami (Consulado-Geral)
  - Nova Orleães (Consulado-Geral)
  - Nova York (Consulado-Geral)
  - San Diego (Consulado-Geral)
  - Tampa (Consulado-Geral)
- Guatemala
  - Cidade da Guatemala (Embaixada)
- Haiti
  - Porto Príncipe (Embaixada)
- Honduras
  - Tegucigalpa (Embaixada)
- Jamaica
  - Kingston (Embaixada)
- México
  - Cidade do México (Embaixada)
  - Veracruz (Consulado-Geral)
  - Guadalajara (Consulado)
- Nicarágua
  - Manágua (Embaixada)
- Paraguai
  - Assunção (Embaixada)
- Peru
  - Lima (Embaixada)
- República Dominicana
  - Santo Domingo (Embaixada)
- Trinidad e Tobago
  - Port of Spain (Embaixada)
- Uruguai
  - Montevidéu (Embaixada)
- Venezuela
  - Caracas (Embaixada)

## Ásia
- Catar
  - Doha (Embaixada)
- Coreia do Sul
  - Seul (Embaixada)
- Emirados Árabes Unidos
  - Dubai (Consulado-Geral)
- Filipinas
  - Manila (Embaixada)
- Índia
  - Nova Délhi (Embaixada)
- Indonésia
  - Jacarta (Embaixada)
- Israel
  - Tel Aviv (Embaixada)
- Japão
  - Tóquio (Embaixada)
  - Kobe (Consulado-Geral)
- Singapura
  - Singapura (Embaixada)
- Tailândia
  - Banguecoque (Embaixada)
- Taiwan
  - Taipé (Embaixada)
- Turquia
  - Ancara (Embaixada)
  - Istambul (Consulado-Geral)
- Vietname
  - Hanói (Embaixada)
  - Cidade de Ho Chi Minh (Consulado-Geral)

## Europa
- Alemanha
  - Berlim (Embaixada)
  - Hamburgo (Consulado-Geral)
- Áustria
  - Viena (Embaixada)
- Bélgica
  - Bruxelas (Embaixada)
  - Antuérpia (Consulado-Geral)
- Espanha
  - Madrid (Embaixada)
  - Corunha (Consulado-Geral)
  - Barcelona (Consulado-Geral)

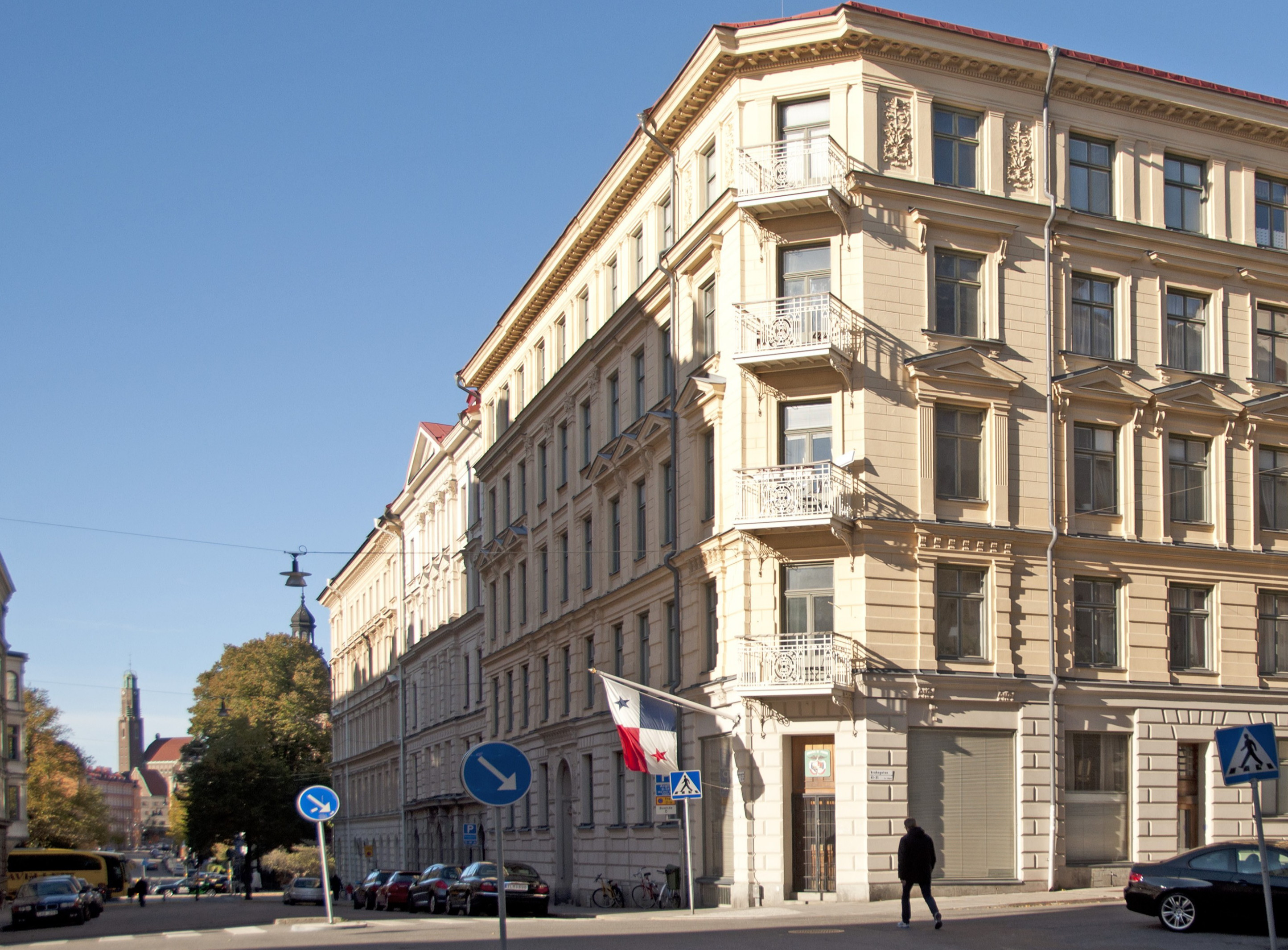
Embaixada do Panamá em Estocolmo

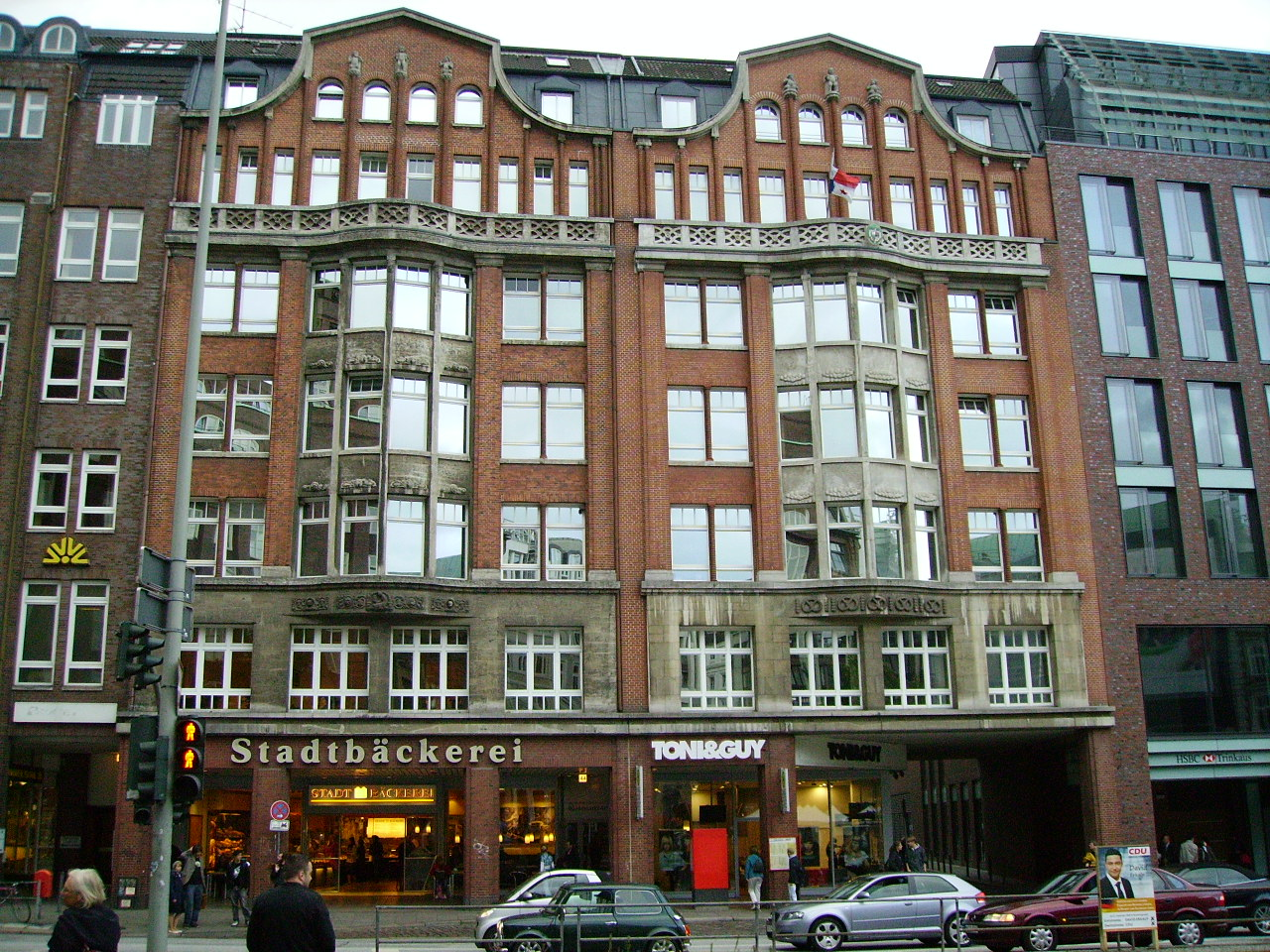
Consulado-Geral do Panamá em Hamburgo

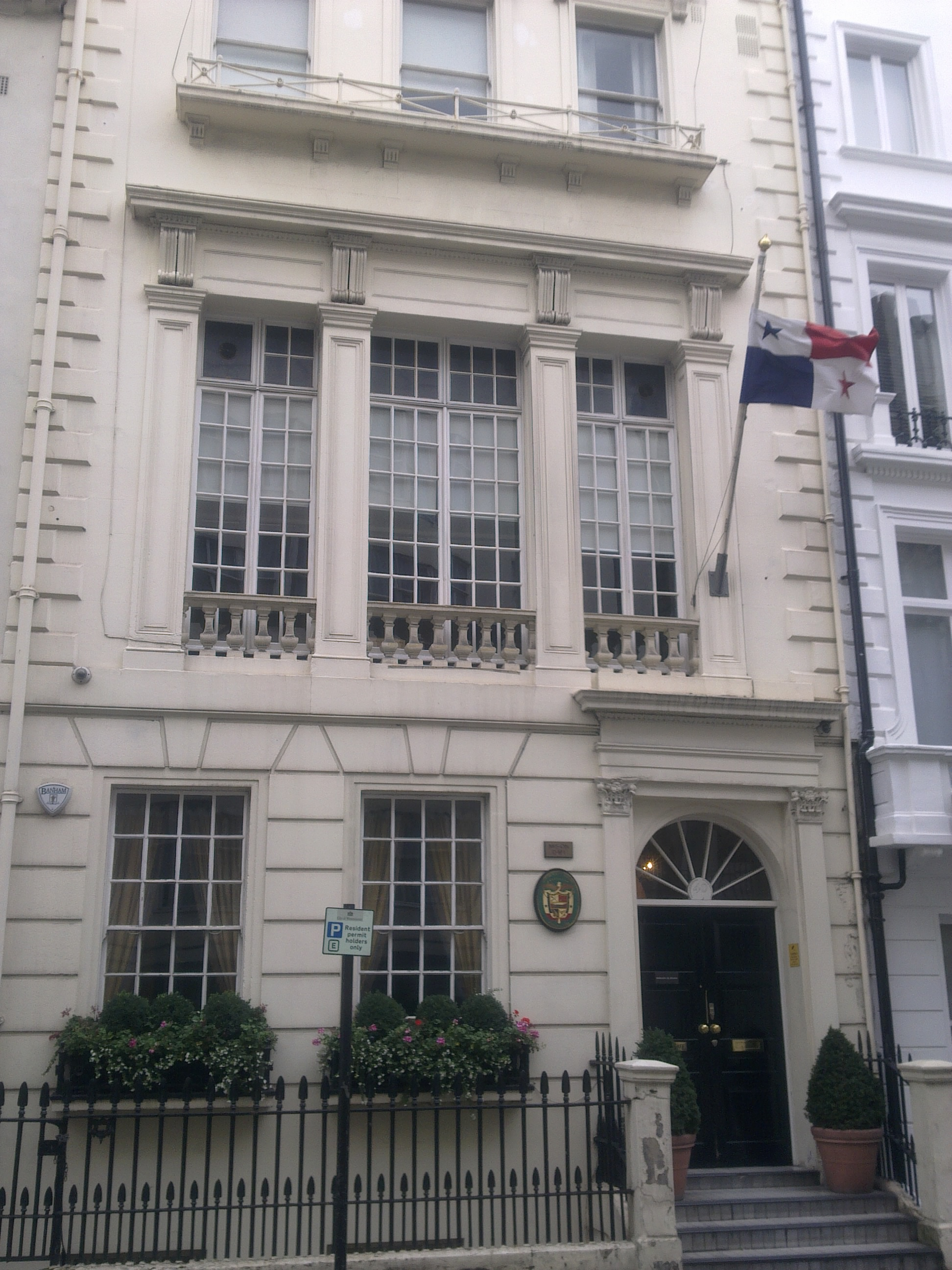
Embaixada do Panamá em Londres

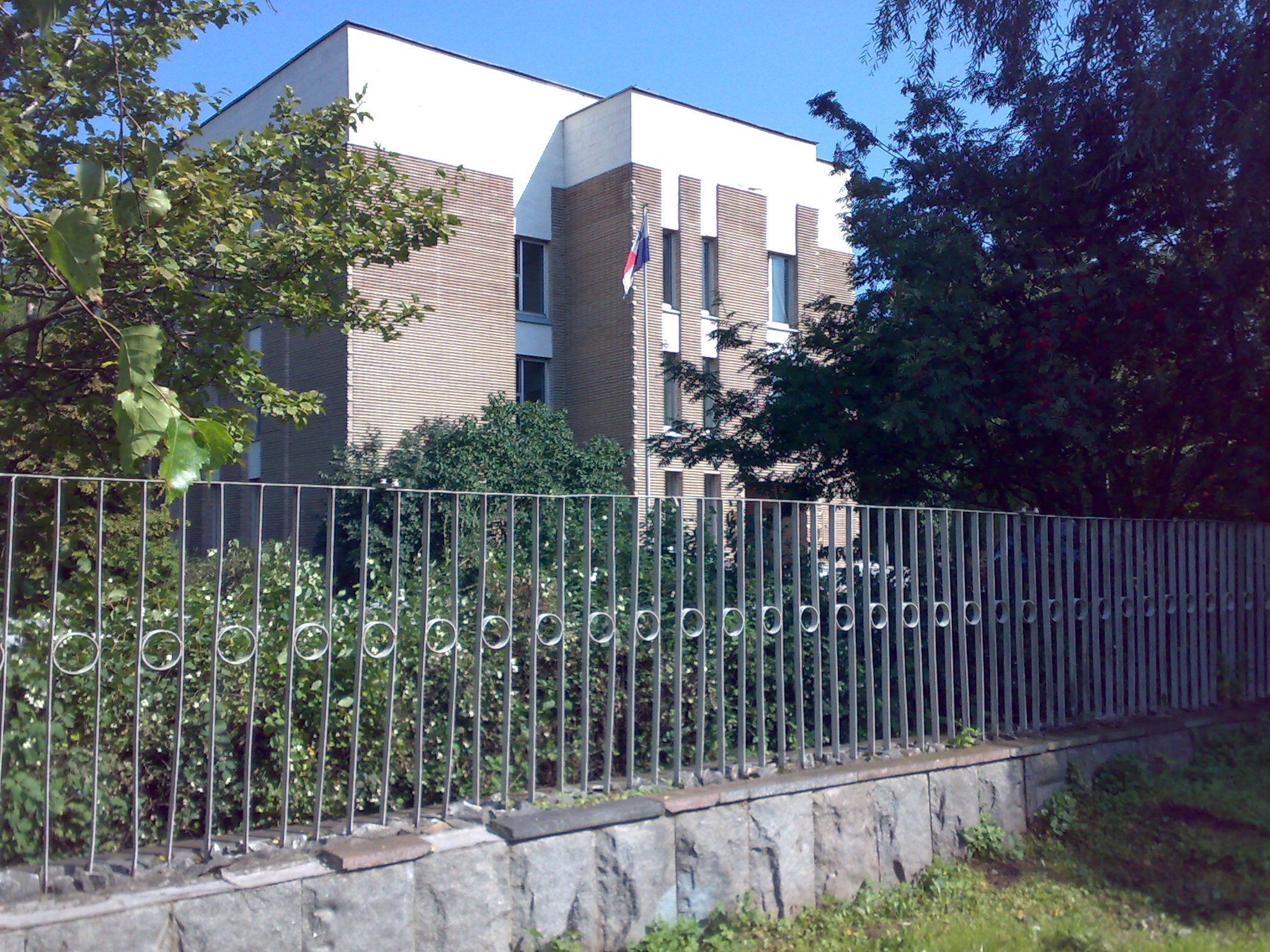
Embaixada do Panamá em Moscou

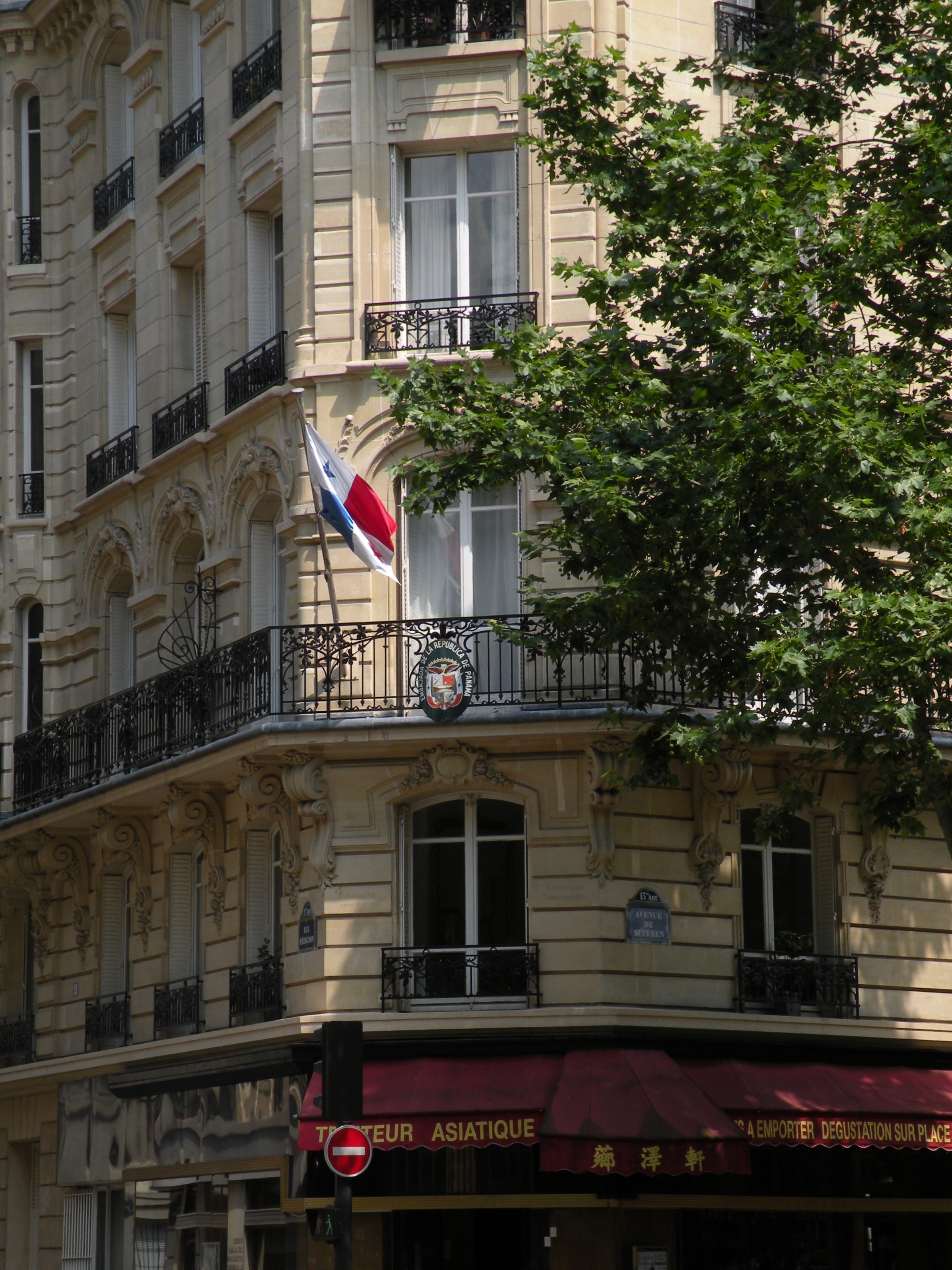
Embaixada do Panamá em Paris

  - Las Palmas de Gran Canaria (Consulado-Geral)
  - Valencia (Consulado-Geral)
- França
  - Paris (Embaixada)
  - Marselha (Consulado-Geral)
- Grécia
  - Atenas (Embaixada)
- Itália
  - Roma (Embaixada)
  - Génova (Consulado-Geral)
  - Nápoles (Consulado-Geral)
- Países Baixos
  - Haia (Embaixada)
  - Roterdã (Consulado-Geral)
- Polónia
  - Varsóvia (Embaixada)
- Portugal
  - Lisboa (Embaixada)
- Reino Unido
  - Londres (Embaixada)
- Rússia
  - Moscou (Embajada)
- Santa Sé
  - Roma (Embaixada)
- Suécia
  - Estocolmo (Embaixada)
- Suíça 
  - Berna (Embaixada)
  - Genebra (Consulado-Geral)
  - Zurique (Consulado-Geral)

## Organizações Multilaterais
- Bruxelas (Missão Permanente de Panamá junto a União Europeia)
- Genebra (Missão Permanente de Panamá junto das Nações Unidas e outras organizações internacionais)
- Nova Iorque (Missão Permanente de Panamá junto das Nações Unidas)
- Paris (Missão Permanente de Panamá junto da Unesco)
- Roma (Missão Permanente do Panamá junto da Organização das Nações Unidas para a Alimentação e a Agricultura)
- Viena (Missão Permanente de Panamá junto das Nações Unidas)
- Washington, DC (Missão Permanente do Panamá junto da Organização dos Estados Americanos)